# Paltsgraafschap Saksen
Het paltsgraafschap Saksen was een rijksvorstendom binnen het Heilige Roomse Rijk

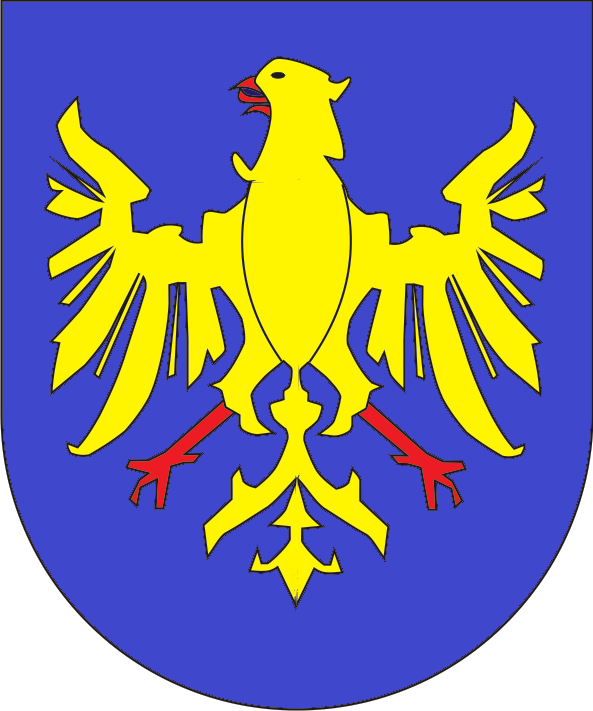
paltsgraafschap Saksen

## Het eerste paltsgraafschap
Het palstgraafschap Saksen werd gesticht door keizer Otto I in het zuidelijk deel van het stamhertogdom Saksen. Centraal in dit palstgraafschap stond de burcht te Lauchstädt.
Tot 1180 waren er paltsgraven uit verschillende geslachten, o.a. uit het geslacht van de graven van Sommerschenburg.
Na de opheffing van het stamhertogdom Saksen in 1180 werd het paltsgraafschap door de keizer verleend aan landgraaf Lodewijk III van Thüringen. Deze droeg het al in 1181 over aan zijn broer Herman. Het paltsgraafschap bleef vervolgens verbonden met het landgraafschap Thüringen tot de familie met het overlijden van Hendrik Raspe in 1247 uitstierf.
Vervolgens kwam het paltsgraafschap na een lange strijd in 1264 samen met het landgraafschap in handen van de markgraven van Meißen. (Huis Wettin). In 1291 werd het gebied met Lauchstädt verkocht aan het markgraafschap Brandenburg, waarna het in 1320 door vererving aan het hertogdom Brunswijk kwam. Daarna was het gebied omstreden tussen Brunswijk en Brandenburg enerzijds en de leensheer, de aartsbisschop van Maagdenburg anderzijds. In 1347 werden alle rechten aan het prinsaartsbisdom Maagdenburg afgestaan. Maagdenburg verpandde het gebied in 1370 aan het prinsbisdom Merseburg, waarna het in 1444 definitief aan Meresburg kwam. De paltsgrafelijke waardigheid had omstreeks 1350 opgehouden te bestaan.

## Het tweede paltsgraafschap
In 1356 verbond keizer Karel IV een vernieuwd paltsgraafschap Saksen met het hertogdom Saksen-Wittenberg. Het nieuwe centrum was Allstedt en in 1363 werd Rudolf I beleend met het rijksvorstendom. Met het keurvorstendom Saksen kwam het in 1423 aan het huis Wettin.
In 1554 kwam het definitief aan de Ernestijnse tak van de dynastie, waar het van 1741 tot 1920 deel uitmaakte van Saksen-Weimar.

## Bezit van het tweede paltsgraafschap
Lauchstätt, Mönchpfiffel, Niederröblingen, Einzingen, Klosternaundorf, Winkel, Wolferstedt en Mittelhausen, verder het klooster Sittichenbach met Groß- en Klein-Osterhausen en Rothenschirmbach.